# Lamononia
Lamononia là một chi bọ cánh cứng trong họ 
Elateridae.
Chi này được miêu tả khoa học năm 1928 bởi Van Zwaluwenburg.

## Các loài
Chi này có các loài:
- Lamononia monticola Van Zwaluwenburg, 1928